# Canton de Saint-Nazaire
Le canton de Saint-Nazaire était un canton de l'arrondissement de Saint-Nazaire, dans le département de la Loire-Inférieure, devenue la Loire-Atlantique en 1957. En 1882, il regroupait 25 792 habitants, dans trois communes : Saint-Nazaire (18 300 hab.), Donges (2 889 hab.) et Montoir (4 603 hab.).
Avec l'augmentation progressive de la population du chef-lieu, il a laissé place entre 1973 et 1985 à deux puis trois cantons :
- le canton de Saint-Nazaire-Est (créé en 1973),
- le canton de Saint-Nazaire-Ouest (créé en 1973),
- le canton de Saint-Nazaire-Centre (créé en 1982).

En 1973, les communes de Donges et Montoir-de-Bretagne ont constitué, avec les actuelles communes de Trignac et Saint-Malo-de-Guersac, le canton de Montoir-de-Bretagne.
En 1985, la commune de Pornichet, créée en 1901 à partir du territoire de Saint-Nazaire et intégrée depuis dans le canton de Saint-Nazaire, quitte le canton de Saint-Nazaire-Ouest pour rejoindre celui de La Baule-Escoublac.

## Histoire
- De 1833 à 1848, les cantons d'Herbignac, de Pontchâteau et de Saint-Nazaire avaient le même conseiller général. Le nombre de conseillers généraux était limité à 30 par département[5].
- De 1973 à 2015, voir Canton de Saint-Nazaire-Est, Canton de Saint-Nazaire-Ouest.
- De 1982 à 2015, voir Canton de Saint-Nazaire-Centre.

## Représentation

### Conseillers généraux de 1833 à 1973
| Période | Période          | Identité                            | Étiquette    | Qualité |
| ------- | ---------------- | ----------------------------------- | ------------ | --- |
| 1833    | 1837             | M. Lambert                          |              | Juge d'instruction à Savenay |
| 1837    | 1848             | M. Dufresne de Thimars              |              | Propriétaire à Pontchâteau |
| 1848    | 1871             | Eugène Charles Maurice Lambert      |              | Conseiller à la Cour Impériale de Rennes |
| 1871    | 1883             | Alexandre Vézin                     | Républicain  | Avocat Maire de Saint-Nazaire |
| 1884    | 1889             | Arsène Nouteau-Méresse              | Républicain  | Entrepreneur à Saint-Nazaire |
| 1889    | 1898             | Fernand Gasnier                     | Républicain  | Négociant Maire de Saint-Nazaire (1884-1896) Député (1893-1898)                                                                                           |
| 1898    | 1904             | Jean-Marie Jules Gouzer (1863-1954) | Républicain  | Avocat |
| 1904    | 1910             | Baptiste Lechat (1848-1928)         | Républicain  | Marchand de vin en gros Maire de Saint-Nazaire (1899-1909)                                                                                                |
| 1910    | 1919             | Arsène Nouteau                      | Républicain  | Entrepreneur à Saint-Nazaire, Président du Tribunal de commerce Conseiller d'arrondissement                                                               |
| 1919    | 1925 (démission) | Henri Gautier                       | SFIO         | Ouvrier chaudronnier Conseiller municipal de Saint-Nazaire                                                                                                |
| 1925    | 1940             | François Blancho                    | SFIO         | Chaudronnier Maire de Saint-Nazaire (1925-1941, 1945, 1947-1954, 1954-1968) Député (1928-1940) Sous-secrétaire d'État                                     |
|         |                  |                                     |              | |
| 1943    | 1945             | Pierre Toscer                       |              | Ingénieur aux chantiers de la Loire Maire de Saint-Nazaire (1941-1945) Nommé conseiller départemental en 1943                                             |
|         |                  |                                     |              | |
| 1945    | 1967             | Jean Guitton                        | SFIO         | Econome des hôpitaux de Saint-Nazaire Député (1945-1958) Maire de Saint-Nazaire (1945-1947)                                                               |
| 1967    | 1973             | Georges Carpentier                  | SFIO puis PS | Professeur de l'enseignement technique Adjoint au Maire de Saint-Nazaire (1965-1977) Député (1967-1978) Elu en 1973 dans le Canton de Saint-Nazaire-Ouest |

### Conseillers d'arrondissement (de 1833 à 1940)
Le canton de Saint-Nazaire appartenait à l'arrondissement de Savenay jusqu'en 1868, puis à l'arrondissement de Saint-Nazaire.
| Période                                  | Période | Identité                    | Étiquette   | Qualité |
| ---------------------------------------- | ------- | --------------------------- | ----------- | --- |
| 1833                                     | 1848    | Joseph Marie Denancé        |             | Juge de paix à Saint-Nazaire                                                                                |
|                                          |         |                             |             | |
|                                          | 1901    | Gustave Barbin (1841-1921)  | Républicain | Médecin, maire de Montoir-de-Bretagne                                                                       |
| 1901                                     | 1910    | Arsène Nouteau              | Républicain | Entrepreneur à Saint-Nazaire                                                                                |
| 1910                                     | 1919    | Louis Joubert               |             | Ancien ajusteur, Président de la Chambre de commerce, adjoint au maire de Saint-Nazaire                     |
| 1919                                     | 1937    | Bernard Escurat (1865-1962) | SFIO        | Instituteur, premier adjoint au maire de Saint-Nazaire (1925-1941)                                          |
| 1937                                     | 1940    | Julien Lambot (1888-1949)   | SFIO        | Ouvrier métallurgiste, maire de Trignac (1919-1940)                                                         |
| 1940                                     |         |                             |             | Les conseils d'arrondissement ont été suspendus par la loi du 12 octobre 1940 et n'ont jamais été réactivés |
| Les données manquantes sont à compléter. |         |                             |             | |